# Risto Mattila
Risto Markus Antero Mattila (Kannus, 4 de febrero de 1981) es un deportista finlandés que compitió en snowboard. Ganó una medalla de oro en el Campeonato Mundial de Snowboard de 2003, en la prueba de big air.

## Medallero internacional
| Campeonato Mundial | Campeonato Mundial    | Campeonato Mundial | Campeonato Mundial |
| Año                | Lugar                 | Medalla            | Competición        |
| ------------------ | --------------------- | ------------------ | ------------------ |
| 2003               | Kreischberg (Austria) | Medalla de oro     | Big air            |